# Paul Ricci
Paul J. Ricci (* 6. April 1914; † 24. Januar 2001) war ein US-amerikanischer Jazzmusiker (Saxophon, Klarinette, Jazzflöte), dessen Karriere sich über sieben Jahrzehnte erstreckte.

## Leben und Wirken
Ricci spielte ab 1933 bei Joe Haymes, mit dem erste Aufnahmen für Columbia Records entstanden, ab 1935 bei The California Ramblers. In den folgenden Jahren wirkte er als Studiomusiker bei zahlreichen Aufnahmesessions mit, u. a. mit Russ Morgan, Chick Bullock, Dick Robertson, Bob Terry, Bob Howard, Miff Mole, Bert Shefter, Adrian Rollini, Sid Phillips, Maxine Sullivan/Claude Thornhill, Caspar Reardon, Leo Watson, Bing Crosby und Bea Wain. 1938 bildete er mit Jerry Sears (Piano) und Carl Kress (Gitarre) für Bluebird das Trio Three’s a Crowd. In den frühen 40ern gehörte er Will Bradleys Boogie Woogie Boys an; ferner begleitete er in den Studioorchestern von Paul Baron und Toots Camarata die Solisten Mildred Bailey, Stuff Smith und Billie Holiday. In den Nachkriegsjahren war er vorwiegend als Musiker in den Studios der Musiklabels Capitol, RCA Victor sowie des Senders NBC tätig. In den 1950er- und 60er-Jahren wirkte Ricci außerdem bei zahlreichen Filmsoundtracks der Paramount und Universal Studios mit. Daneben spielte er u. a. bei Yank Lawson, Bobby Hackett, Russ Case, Brad Gowans, Jerry Jerome, Herbie Fields, Lucky Millinder, Deane Kincaide, Bob Crosby, Jimmy Dorsey, Jerry Gray, Benny Goodman, Billy Butterfield, Enoch Light & His Charleston City Allstars sowie einem Revival der Original Dixieland Jazz Band. Zuletzt arbeitete er 1997 mit Havana Carbo (So I'll Dream You Again).
Im Bereich des Jazz war er zwischen 1933 und 1997 an 147 Aufnahmesessions beteiligt, außer den Genannten auch  mit Anita O’Day.